# Daniel Sharplin
Daniel Sharplin (* 29. Juli 1972 in Ashburton) ist ein ehemaliger neuseeländischer Squashspieler.

## Karriere
Daniel Sharplin war in den 1990er-Jahren als Squashspieler aktiv. Seine höchste Platzierung in der Weltrangliste war Rang 76. Mit der neuseeländischen Nationalmannschaft nahm er 1995, 1997, 1999, 2001 und 2003 an der Weltmeisterschaft teil. Bei den Commonwealth Games 1998 und 2002 gehörte er ebenfalls zum neuseeländischen Kader. 1998 trat er mit Paul Steel im Doppel, 2002 mit Carol Owens imt Mixed an. Sharplin vertrat Neuseeland bei den World Games 1997, wo er in der Gruppenphase ausschied. 2002 wurde er neuseeländischer Landesmeister.
Nach seiner Karriere als Spieler begann er unter anderem in den Vereinigten Staaten als Squashtrainer zu arbeiten.

## Erfolge
- Neuseeländischer Meister: 2002